# Sidney Harman

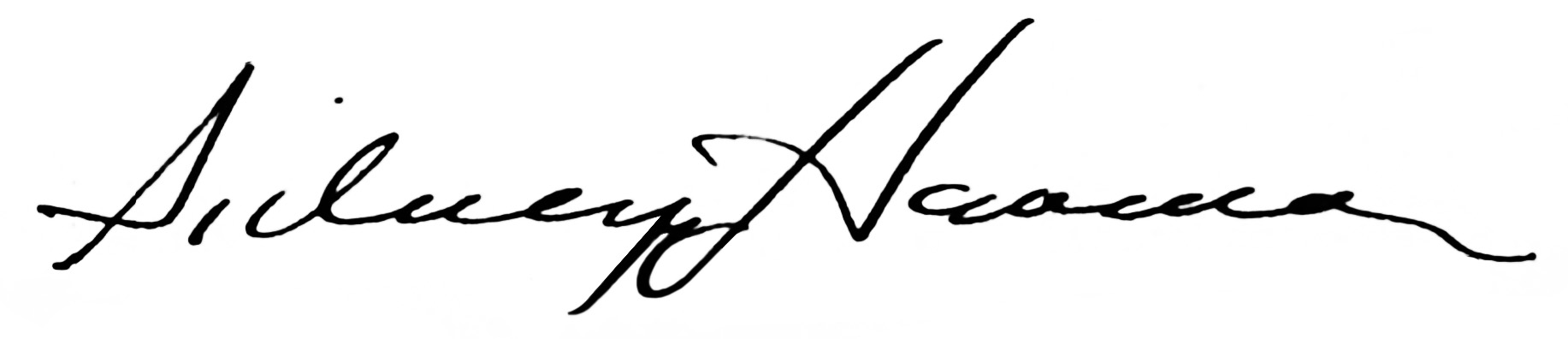
Unterschrift von Sidney Harman

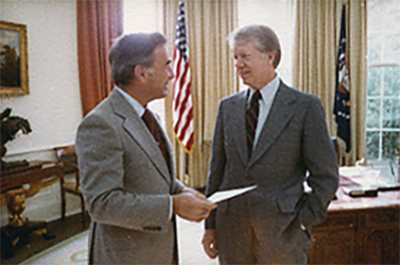
Sidney Harman mit Präsident Jimmy Carter im White House Oval Office (1970)

Sidney Harman (* 4. August 1918 in Montreal, Kanada; † 12. April 2011 in Washington, D.C.) war ein US-amerikanischer Unternehmer (Harman International Industries). Seit August 2010 war er Eigentümer und Herausgeber der Zeitschrift Newsweek.

## Leben
Harman wuchs in New York City auf und machte 1939 seinen Abschluss in Physik am City College of New York. Er arbeitete für die Firma David Bogen, die Großlautsprecher herstellte. Er befreundete sich mit Bernard Kardon, dem Chefingenieur. Beide kündigten 1953 und gründeten mit je 5000 Dollar die Firma Harman/Kardon. Sie entwarfen ein Kompaktradio für eine junge Käuferschaft, den Receiver Festival D 1000. 1956 verließ Bernard Kardon die Firma. 

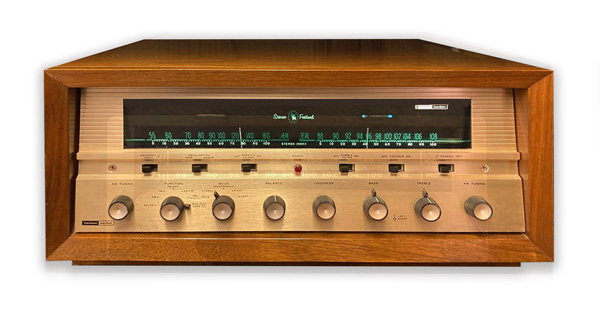
Harman/Kardon Festival TA-230, Stereo-Receiver 1958

1958 stellte Harman das erste Stereo-Radio vor (Festival TA230).
Er wurde so zu einem Pionier der High-Fidelity-Industrie.
1962 verschmolz er sein Unternehmen mit der Jerrold Corporation des Milton Jerrold Shapp, wurde durch diesen aus dem Unternehmen gedrängt, konnte es aber später zurückkaufen. Ende der 1960er Jahre arbeitete er mit den Dolby Laboratories zusammen.

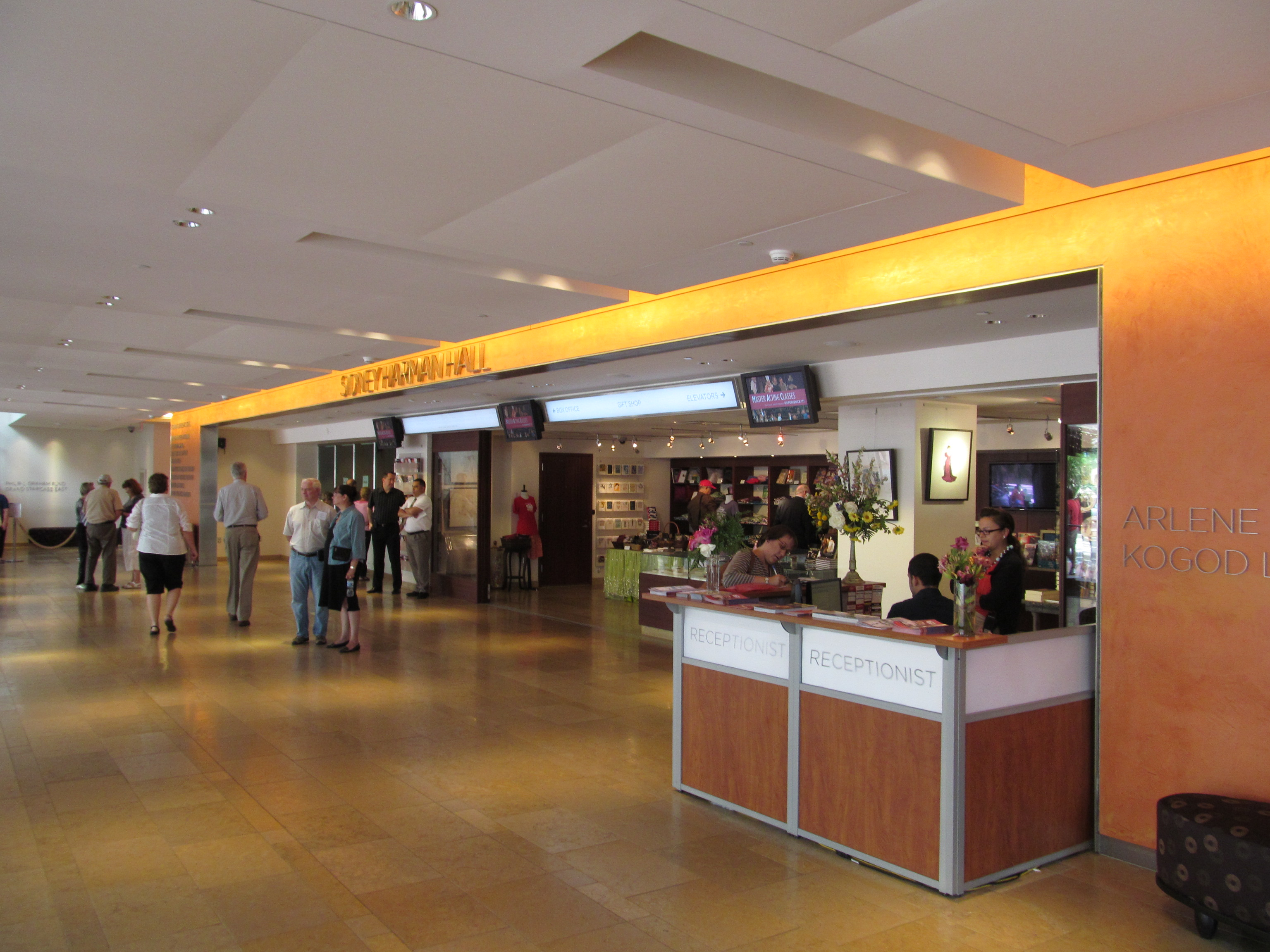
Sidney Harman Hall, Washington, D.C.

1977 verkaufte er sein Unternehmen für 100 Mio. Dollar an Beatrice Foods; nach einigen Jahren kaufte er es zurück. Harman, der Mitglied der Demokratischen Partei war, schlug 1977 für kurze Zeit eine politische Laufbahn ein und wurde unter Präsident Jimmy Carter stellvertretender US-Handelsminister (Under Secretary of Commerce). Diesen Posten hatte er bis 1978 inne.
2003 wurde Harman in die American Academy of Arts and Sciences gewählt. Darüber hinaus gehörte er zum Vorstand des Aspen Institute. Im Februar 2008 übergab er die Geschäfte der Harman International Industries an Dinesh Paliwal.
Im August 2010 erwarb Harman das Magazin Newsweek von der Washington Post für angeblich einen US-Dollar und fusionierte es anschließend mit der aufstrebenden Internet-Publikation The Daily Beast.

### Privatleben
Harman war in zweiter Ehe, seit 1980 mit Jane Harman (* 1945) verheiratet, die ab 1993 als demokratische Abgeordnete aus Kalifornien dem Repräsentantenhaus der Vereinigten Staaten angehörte. Mit ihr hatte er zwei Kinder.

## Werke
- Mind Your Own Business. Currency/Doubleday, New York 2003, ISBN 0-385-50959-6.